# Cuppen
Cuppen är en svensk-sydafrikansk dramakomediserie i tre delar från 2006 med Alexander Skarsgård, Wandile Molebatsi, David Boati och Matli Mohapeloa i huvudrollerna. Serien är ett samarbete mellan Sveriges Television och South African Broadcasting Corporation.

## Handling
Micke (Skarsgård) och Ivan (Boati) är två småkriminella som försöker lura företag på pengar genom att utge sig för att företräda en påhittad hjälporganisation. När de istället för pengar får en större mängd aidsmedicin så försöker de ta hjälp av Mickes kompis Tshepo (Molebatsi) att omsätta medicinen i pengar i Sydafrika.